# Валдекоксиб
Валдекоксиб (4-(5-Метил-3-фенил-4-изоксазолил)бензолсульфонамид) — нестероидный противовоспалительный препарат (NSAID, НПВП), используемый при лечении остеоартрита, ревматоидного артрита, болезненных менструаций и менструальных симптомов. Это селективный ингибитор циклооксигеназы-2.
Валдекоксиб был изготовлен и продан под торговой маркой Bextra (G. D. Searle & Company) как противовоспалительное лекарство от артрита. Он был одобрен Управлением по контролю за продуктами и лекарствами США 20 ноября 2001 года для лечения артрита и менструальных судорог.  Валдекоксиб был доступен по рецепту в виде таблеток до 2005 года, когда FDA попросило Pfizer вывести Bextra с американского рынка. FDA назвал «потенциальный повышенный риск серьезных сердечно-сосудистых (CV) неблагоприятных событий», «повышенный риск серьезных кожных реакций» и «тот факт, что Bextra не продемонстрировала каких-либо уникальных преимуществ по сравнению с другими доступными НПВП».
В сентябре 2009 года Bextra находилась в центре «крупнейшего в мире решения о мошенничестве в сфере здравоохранения и самого крупного уголовного штрафа». Pfizer заплатил гражданский и уголовный штраф в размере 2,3 миллиарда долларов. Pharmacia и Upjohn, дочерняя компания Pfizer, нарушили Закон Соединённых Штатов о пищевых продуктах, лекарствах и косметических средствах для неправильного использования Bextra «с намерением обмануть или ввести в заблуждение».
Водорастворимое и инъекционное пролекарство валдекоксиба, парекоксиб продается в Европейском союзе под торговым названием «Династат».

## Использование до 2005 года
В Соединённых Штатах Управление по контролю за продуктами и лекарствами (FDA) одобрило валдекоксиб для лечения остеоартрита, ревматоидного артрита у взрослых и первичной дисменореи.
Валдекоксиб также использовался офф-лейбл для борьбы с острой болью и различными типами хирургической боли.

## Побочные эффекты и уход с рынка
7 апреля 2005 года Pfizer удалил Bextra с рынка США по рекомендации FDA, сославшись на повышенный риск сердечного приступа и инсульта, а также риск серьезной, иногда фатальной, кожной реакции. Это было последствием недавнего внимания к рецептурным НПВП, таким как Vioxx от Merck. Другими сообщаемыми побочными эффектами были стенокардия и синдром Стивенса-Джонсона.
Pfizer впервые признал сердечно-сосудистые риски, связанные с Bextra, в октябре 2004 года. Американская кардиологическая ассоциация вскоре после этого выступила с сообщением о том, что пациенты, использующие Bextra и восстанавливающиеся после операции на сердце, в 2,9 раза чаще страдают от инсульта или сердечного приступа, чем те, кто принимает плацебо.
В большом исследовании, опубликованном в «Журнале Американской медицинской ассоциации» в 2006 году, валдекоксиб оказался менее неблагоприятным для болезни почек и сердечной аритмии по сравнению с Vioxx, однако существовали повышенные риски почечной недостаточности.

## Урегулирование для продвижения использования офф-лейбл 2009
2 сентября 2009 года Министерство юстиции США оштрафовало Pfizer на 2,3 миллиарда долларов после того, как одна из ее дочерних компаний, Pharmacia & UpJohn Company, признала себя виновной в маркетинге четырех препаратов, включая Bextra, «с намерением обмануть или ввести в заблуждение». Pharmacia & UpJohn признал преступное поведение в продвижении Bextra и согласился выплатить самый крупный уголовный штраф, когда-либо наложенный в Соединенных Штатах по любому вопросу, суммой в 1,195 миллиарда долларов. Бывший менеджер по продажам в Pfizer был обвинен и приговорен к лишению свободы на дому за уничтожение документов о незаконном продвижении Bextra. Кроме того, региональный менеджер признал себя виновным в распространении немаркированного продукта, впоследствии был оштрафован на 75 000 долларов и должен был находиться 24 месяца на испытательном сроке.
Оставшиеся 1 миллиард долларов штрафа были выплачены, чтобы разрешить обвинения в соответствии с законом о гражданском ложном иске, и являются крупнейшим гражданским мошенничеством в отношении фармацевтической компании. Шесть осведомителей были награждены более чем 102 миллионами долларов за их роль в расследовании. Бывший представитель по продажам Pfizer Джон Копчинский выступал в качестве агента по связям с клиентами и подал жалобу в 2004 году, в которой излагалось незаконное поведение в маркетинге Bextra. Копчинский был награжден 51,5 миллиона долларов за его роль в этом деле, потому что неправильный маркетинг Bextra был самой большой частью урегулирования в 1,8 миллиарда долларов.

## Анализ валдекоксиба
Сообщалось о нескольких методах ВЭЖХ-УФ для оценки валдекоксиба в биологических образцах, таких как человеческая моча и плазма. В исследованиях биоэквивалентности валдекоксиба использовались такие аналитические методы, как определение метаболита, оценка состава и метод HPLC для одновременной оценки в дозированной форме таблетки.